# Сальников, Александр Николаевич
Алекса́ндр Никола́евич Са́льников (род. 5 ноября 1947, Саратов) — советский и российский учёный-физик, доктор технических наук, профессор, заведующий кафедрой прикладной физики Саратовского государственного технического университета имени Ю. А. Гагарина, Почётный работник высшего профессионального образования Российской Федерации (2000).

## Биография
1970 — окончил Саратовский государственный университет имени Н. Г. Чернышевского, квалификация — инженер-радиофизик. Работал в Нижневолжском НИИ геологии и геофизики (Саратов).
С 1976 г. доцент, с 1982 г. — профессор. В 1983 г. основал и возглавил кафедру «Прикладная физика». Одновременно в 1993—1998 гг. — декан учебно-исследовательского центра по физике, химии и экологии.
В 2000-х гг. существенно переоборудован физический практикум кафедры, организована мультимедийная лаборатория.

## Научная деятельность
Основное направление исследований — физика поверхности и поверхностного слоя твёрдого тела. В 1976 г. защитил кандидатскую, в 1982 г. — докторскую диссертацию.
Подготовил к защите 5 кандидатов и 3 докторов наук.
Автор 130 научных публикаций, 4 монографий, 60 методических работ, 7 учебников и 10 пособий.

### Избранные труды

#### Научные труды
- Сальников А. Н., Шерман Г. Х. К обоснованию индукционного каротажа поперечной проводимости // Известия ВУЗов. Нефть и газ. — 1974. — № 4. — С. 13-18.
- Евсеев Д. Г., Сальников А. Н. Физические основы процесса шлифования: монография. — Саратов: СПИ, 1978. — 128 с.
- Сальников А. Н. Системный анализ процессов абразивной обработки (на примере шлифования). — Автореферат диссертации доктора технических наук. Челябинск, 1982.
- Сальников А. Н. Трение шероховатых поверхностей в экстремальных условиях: монография. — Саратов. Изд. СГТУ, 1987. — 136 с.
- Сальников А. Н., Зимняков Д. А. Критерий вязкохрупкого перехода в условиях взаимодействия дислокационных: скоплений с источником // Физика металлов и металловедение. — 1989. — Т. 67, вып.6. — С. 1055—1062.
- Гестрин С. Г., Сальников А. Н., Струлёва Е. В. Поперечный дислокационный аналог эффекта Нернста-Эттингсхаузена в ионных кристаллах // Известия ВУЗов. Физика. — 1996. — № 1. — С. 80-83.
- Гестрин С. Г., Сальников А. Н., Струлёва Е. В. Взаимодействие движущихся заряженных дислокаций с облаками точечных дефектов в ионных кристаллах во внешнем магнитном поле // Кристаллография. — 1997. — Т. 42, № 1. — С. 1-4.
- Гестрин С. Г., Задорожный Ф.М, Сальников А. Н.. Дифракция электромагнитного излучения на полупроводниковом кристалле с заряженными дислокациями // Оптика и спектроскопия. — 1997. — Т.83, № 3. — С. 446—448.
- Гестрин С. Г., Сальников А. Н., Самородина Т. В. Поглощение дислокационных фононов поляронами сильной и слабой связи в щелочно-галоидных кристаллах при низких температурах // Известия ВУЗов. Физика. — 1999. — № 9. — С.18-22.
- Сальников А. Н., Гестрин С. Г. Заряженные дислокации и точечные дефекты в кристаллах (Аналитические модели взаимодействия): монография. — Саратов. Изд. СГТУ, 2002. — 221 с. — ISBN 5-7433-1058-0.
- Гестрин С. Г., Задорожный Ф. М., Сальников А. Н. и др. Математические модели дислокационных эффектов в кристаллических структурах: монография. — Саратов. Изд. СГТУ, 2002. — 73 с. — ISBN 5-7433-1075-0.
- , Гестрин С. Г., Задорожный Ф., Сальников А. Н. М. Применение модели краевой дислокации в форме равномерно заряженной нити к описанию дифракции света в щелочно-галоидных и ковалентных кристаллах // Оптика и спектроскопия. — 2003. — Т.95, №З. — С. 408—412.
- Сальников А. Н., Гестрин С. Г., Щукина Е. В. Винтовые колебания, локализованные на заряженных дислокациях в полупроводниковых кристаллах // Известия ВУЗов. Физика. — 2006. — № 10. — С. 66-69.
- Сальников А. Н., Гестрин С. Г., Сергеева Е. К. Резонансное взаимодействие упругих колебаний тонкого стержня со сдвиговым течение «мелкой воды» // Известия ВУЗов. Физика. — 2010. — Т. 53, № 1. — С. 28-33.
- Евсеев Д. Г., Сальников А. Н. Модели шлифования. Теория и эксперимент: монография. — М.: ФГУП Издательство «Известия», 2018. — 312 с. — ISBN 5-600-02195-2.

#### Учебные издания
- Сальников А. Н., Дятлов Ю. В., Короткова Н. А. Обучающая система по физике для вузов (СОФ ВУЗ). — Саратов. Приволжское книжное издательство, 1992.
- Сальников А. Н., Гестрин С. Г., Дмитриева Е. И. Основы физики твёрдого тела, идеальные кристаллы. — Саратов. Изд. СГТУ, 1998.
- Сальников А. Н., Гестрин С. Г., Дмитриева Е. И., Задорожный Ф. М. Основы физики твёрдого тела, реальные кристаллы. — Саратов. Изд. СГТУ, 1999.
- Сальников А. Н. Физический практикум 1. — Саратов. Изд. СГТУ, 2003. — 134 с. — ISBN 5-7433-1112-9.
- Сальников А. Н. Физический практикум 2 (постановка, проведение опытов, обработка результатов и расчет погрешностей). — Саратов. Изд. СГТУ, 2003. — 211 с. — ISBN 5-7433-1250-8.
- Сальников А. Н., Майофис Л. Я., Мчедлов С. Б. Физический практикум 3 (постановка лекционных демонстраций). — Саратов. Изд. СГТУ, 2004. — 93 с. — ISBN 5-7433-1358-8.
- Сальников А.Н. Физика 1 (классические представления). — Саратов. Изд. СГТУ, 2006. — 340 с. — ISBN 5-7433-1682-1.
- Сальников А. Н. Физический практикум 4 (постановка, проведение опытов и обработка результатов и расчет погрешностей). — Саратов. Изд. СГТУ, 2007. — 224 с. — ISBN 5-7433-1752-6.
- Сальников А. Н. Физика 2 (современная картина мира). — Саратов. Изд. СГТУ, 2011. — 387 с. — ISBN 5-7433-2370-8.
- Сальников А. Н. Физика 3 (основные принципы). — Саратов. Изд. СГТУ, 2014. — 364 с. — ISBN 5-7433-2756-0.
- Сальников А. Н. Развитие физического образования в технических вузах России в конце двадцатого века // Вопросы электротехнологии. Саратов, Изд. СГТУ, 2015. — № 1(6).

#### Авторские свидетельства, патенты
- Зимняков Д. А., Мелешкин А.,ВСальников А. Н. . и др. Способ испытания проволоки на изгиб // Авторское свидетельство SU № 1605170 A1. — 1986.
- Алёшкин В. В., Большаков А.А, Сальников А. Н.. Комплект лабораторного оборудования для физического практикума // Патент на полезную модель № 41907. — 2003.

#### Прочие труды
- Игнатьев В. Н., Рыжов В. Н., Сальников А. Н. Аткарск. История и современность. — М.: ИД «ГроссМедиа»: РОСБУХ, 2016. — 368 с. — ISBN 5-4230-0493-4.

## Награды и признание
Почётный работник высшего профессионального образования Российской Федерации (2000).